# Jezioro Żabie (województwo wielkopolskie)
Jezioro Żabie – jezioro w woj. wielkopolskim, w pow. pilskim, w gminie Szydłowo w pobliżu wsi Zabrodzie. Jezioro leży na terenie Równiny Wałeckiej
Według urzędowego spisu opracowanego przez Komisję Nazw Miejscowości i Obiektów Fizjograficznych (KNMiOF) opublikowanego przez Główny Urząd Geodezji i Kartografii (GUGiK) i udostępnionego na stronach Komisja Standaryzacji Nazw Geograficznych (KSNG) nazwa tego jeziora to Jezioro Żabie. W różnych publikacjach i na mapach topograficznych jezioro to występuje pod nazwą Smolary lub Oleśnica. Nazwę Smolary nosi też rezerwat przyrody na terenie którego leży jezioro.
Powierzchnia zwierciadła wody według różnych źródeł wynosi od 3,34 ha. do 3,6 ha.
Brzegi jeziora przechodzą w tereny podmokłe. Wody jeziora są połączone ciekiem wodnym z rzeką Rurzycą.